# آچیل (اکلاهما)
آچیل(به انگلیسی: Achille) شهری در ایالت اکلاهما کشور ایالات متحده آمریکا است که جمعیت آن در سرشماری سال ۲۰۱۰ میلادی، ۴۹۲ نفر بوده‌است.